# Pseudotaxiphyllum distichaceum
Pseudotaxiphyllum distichaceum är en bladmossart som beskrevs av Iwatsuki 1987. Pseudotaxiphyllum distichaceum ingår i släktet Pseudotaxiphyllum och familjen Plagiotheciaceae. Inga underarter finns listade i Catalogue of Life.